# Paulina Ligocka
Paulina Ligocka, née le 25 mai 1984 à Gliwice, est une snowboardeuse polonaise, spécialiste du half-pipe.

## Palmarès

### Championnats du monde
- Championnats du monde de 2007 à Arosa (Suisse) :
  -  Médaille de bronze en Half pipe.

### Coupe du monde
- Meilleur classement général en Half pipe : 2e en 2006.
- 1 victoire en course, 5 podiums au total.